# Дундич, Олеко
Оле́ко Ду́ндич (серб. Алекса Дундић, сербохорв. Aleksa Dundić; имя при рождении: Иван, отчество: Томич, известен под псевдонимами Иван и Олеко; в литературе Олеко; 13 апреля 1896 или 12 августа 1897 года, село Грабовац, Далмация, по другой версии время и место рождения точно неизвестны — 8 июля 1920, Ровно, УССР) — революционер, участник Первой мировой войны и гражданской войны в России хорватского происхождения.

## Биография

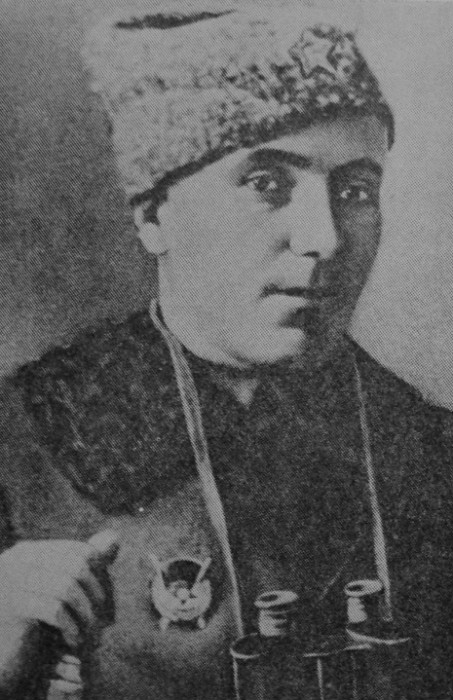

Поскольку в ранней биографии Дундича существует много белых пятен, то определённое время и место его рождения установить трудно. Настоящими или нет является фамилия Дундич и имя Олеко, наверняка сказать трудно. Точная его национальность и конкретное вероисповедание также остается загадкой. Третий, наиболее поздний, источник констатирует полную неясность его ранней биографии, а также — место и время рождения, подлинного имени и фамилии. Согласно последнему источнику, О. Дундич был сербом, но его вероисповедание, как отмечено в документе, до конца невыяснено. Согласно некоторым данным, Дундич родом из австро-венгерской Хорватии, Далмации. Родился он в хорватской римско-католической крестьянской семье: отца его звали Томо Дундич, мать — Ива Дундич, урожд. Маткович.
О. Дундич происходил из крестьянской семьи, в 12 лет уехал в Южную Америку, где 4 года проработал погонщиком скота в Аргентине и Бразилии. В начале Первой мировой войны призван на службу рядовым в австро-венгерскую армию.
Служил унтер-офицером в гусарском кавалерийском полку, затем в 70-м пехотном полку Австро-Венгрии. Полк состоял в основном из жителей хорватской области Срем, а его бойцы назывались зибцигерами (нем.) — семидесятниками.
Дундич — чемпион австро-венгерской армии 1914 года среди унтер-офицеров по фехтованию. Воевал в Первой мировой войне на русском фронте. Попал в русский плен под Луцком в мае 1916 года.
В плену поступил в добровольческий сербский отряд армии Российской Империи. Получил чин подпоручика (по неуточнённым данным). После Февральской революции встал на сторону большевиков, вступил в РСДРП(б).

## Гражданская война
Летом 1917 года поступил в Красную гвардию (предположительно в Одессе). В марте 1918 года возглавил партизанский отряд на Донбассе в районе Бахмута, который затем влился в Морозовско-Донецкую дивизию, отступавшую к Царицыну. Участвовал в обороне Царицына в составе Интернационального батальона, затем в кавбригаде Крючковского. В РККА служил в кавалерии, с 1919 года в Особой Донской кавдивизии Будённого, потом в 1 конном корпусе и Первой конной армии. Был помощником командира полка, командир кавалерийского дивизиона при штабе Первой конной. С июня 1920 года помкомандира 36 полка 6 кавдивизии
Согласно легендам, которые о нём стали складывать ещё при жизни, Дундич отличался невероятной храбростью. Эту особенность Дундича отметили Исаак Бабель в цикле рассказов «Конармии» и Алексей Толстой в романе «Хождение по мукам» (книга 3, «Хмурое утро»).
Погиб в конце Гражданской войны при штурме Ровно Первой конной армией на территории, затем отошедшей (до 1939 года) Польше.
Командарм Первой Конной Будённый, ставший невольным очевидцем гибели Дундича, вспоминал об этом так:

…Впереди нас, из низины, выскочило вдруг подразделение польской пехоты и рассыпалось по полю.
Я подозвал адъютанта Зеленского.
— Видишь поляков? — показал ему на поле впереди. — Пошли в Житын к Чеботарёву ординарца. Пусть немедленно атакуют.
Не успел адъютант добежать до лошадей, а уже из Житына вышла на рысях конница и, развернувшись, понеслась на врага. Это был 24-й кавалерийский полк. Донских казаков мы узнали легко. Но что удивило нас — впереди, вырвавшись метров на тридцать, скакал Олеко Дундич. Не больше чем полмесяца назад он был назначен помощником командира 36-го полка 6-й дивизии. А как оказался в 24-м полку — для меня и сейчас загадка. Может, выезжал на связь с бригадой А. А. Чеботарёва?
Как бы то ни было, но мы видели совсем близко Олеко Дундича. Рослый золотистый скакун, сверкавшая в лучах солнца сабля, чёрная черкеска, лихо сбитая на затылок кубанка и трепетавший по ветру башлык создавали образ сказочного богатыря. По своей неукротимой отваге, по боевым делам это был действительно легендарный герой. И теперь, будто выпущенный на волю сокол, он летел навстречу подвигу. Но разве знает кто, что подготовила ему судьба?
На какой-то миг я оторвал взгляд от атакующего полка, обратив внимание на разорвавшийся у железной дороги снаряд. И тут же, как удар, стегнул тревожный голос Ворошилова:
— Дундич!..
Я резко повернул голову и успел ещё заметить, как Олеко, взмахнув руками, камнем свалился с лошади. Так падают только мёртвые!
— Вон те два молодчика убили нашего Дундича, — показал мне Климент Ефремович на убегавших в кусты солдат. — Они стреляли в него. — И, вгорячах подняв, свой карабин, Ворошилов стал посылать пулю за пулей в петлявших по полю белополяков.

Я был потрясён не меньше Климента Ефремовича. В груди словно что-то оборвалось. В ярости выхватил маузер и выстрелил несколько раз, забыв о том, что противник далеко и пули мои просто не долетят. 

Днём 10 июля в Ровно конармейцы при большом стечении жителей города с воинскими почестями провожали в последний путь своего любимца Олеко Дундича.
Сотни людей, знавших героя или слышавших о его подвигах, в скорбном молчании стояли вокруг свежевырытой могилы. Низко опустил обнажённую голову верный друг Дундича, его ординарец Ваня Шпитальный. Это он, рискуя жизнью, под огнём противника вынес с поля боя тело Олеко, поймал и вывел в безопасное место его коня. Мне, как, наверное, и Шпитальному, и многим другим, трудно было поверить, что мы потеряли нашего Дундича, который презирал смерть, но страстно любил жизнь и часто говорил, что непременно доживёт до полной победы пролетариата России и освобождения сербского народа от ига национальной и иностранной буржуазии.
— Будённый С. М. Пройденный путь. — Воениздат, 1965.
А К. Е. Ворошилов так высказался о своём погибшем боевом соратнике:

Кто может сравниться с этим буквально сказочным героем в лихости, в отваге, в доброте, в товарищеской сердечности? Это был лев с сердцем милого ребёнка.
— История Украины / Белоусов С. Н., Бойко И. Д. и др.. — Киев: Издательство Академии наук Украинской ССР, 1948. — С. 557. — 836 с. — 3500 экз.

## Награды
Был награждён Орденом Красного Знамени и Почётным революционным золотым оружием (однако, Почётным революционным оружием был награждён всего 21 человек, и в их числе Дундич не значится).

## Память
- Похоронен в Ровно. Его могила в Центральном городском парке им. Шевченко являлась одновременно и памятником. В начале июня 2022 года памятник Олеко Дундичу был демонтирован, а его прах, захороненный возле памятника, был выкопан и перезахоронен на Дубенском кладбище города[7].
- В честь Олеко Дундича названы несколько улиц в России и на Украине.

### В искусстве
- «Олеко Дундич», фильм 1920 года, снятый режиссёром Владимиром Касьяновым.
- Драматурги Александр Ржешевский и Михаил Кац написали пьесу «Олеко Дундич». Пьеса была поставлена в нескольких театрах, в том числе в 1942 году во фронтовой бригаде театра имени Евгения Вахтангова.
- По мотивам пьесы Ржешевского и Каца в 1958 году на студии им. М. Горького режиссёром Леонидом Луковым был снят фильм «Олеко Дундич».
- Образ Дундича-конармейца использован также в фильмах «Первая конная» (1984) и «Хождение по мукам» (1977).
- Алексей Толстой в романе «Хмурое утро» (третья часть трилогии «Хождение по мукам»), законченном в 1941 году, описывает вручение Дундичем белому генералу Мамонтову в Воронеже ультиматума красного командарма Будённого.
- В СССР издательством «ИЗОГИЗ» была выпущена открытка с изображением О. Дундича.
- В 1975 году была опубликована повесть Владимира Богомолова «За ваше завтра», главным героем которой является Олеко Дундич. Автор предполагает, что Олеко Дундич является сербом и обыгрывает название его национальности: серб — серп[8].
- В 1972 году в Воронежском театре оперы и балета поставлена опера Г. Т. Ставонина «Олеко Дундич». Партию Дундича исполнил народный артист РСФСР Е. И. Пойманов.